# Église Saint-Maurice de Cirey
Pour les articles homonymes, voir Église Saint-Maurice et Saint-Maurice.
L’église Saint-Maurice est une église du XVIIIe siècle dédiée à saint Maurice à Cirey dans la Haute-Saône en Franche-Comté. Elle est inscrite aux monuments historiques depuis le 24 janvier 1944.

## Historique
De 1778 et 1780 cette église et son clocher-porche sont construites sur l'emplacement d'une chapelle de 1143. Elle est inaugurée le 1er janvier 1780. 

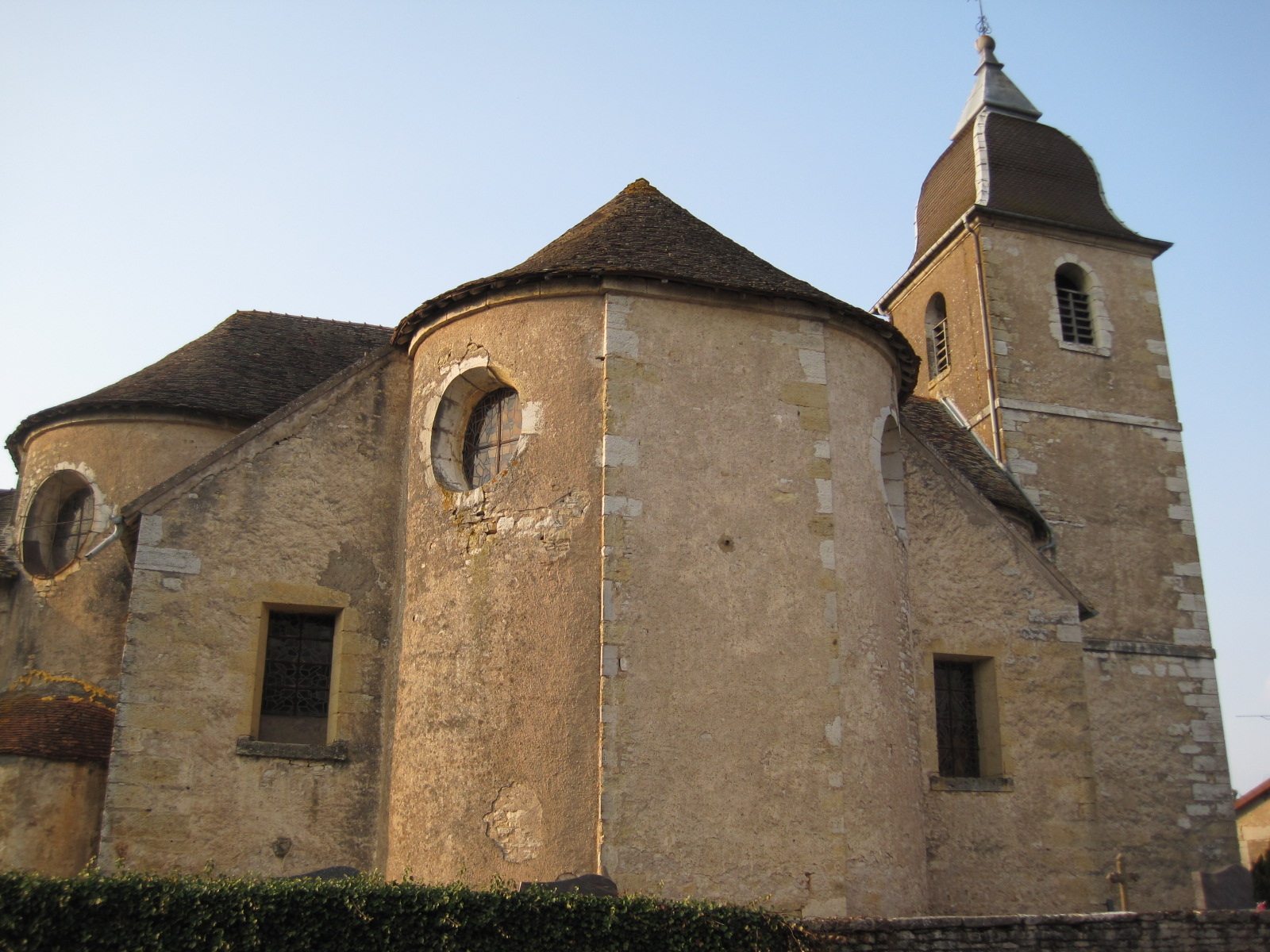
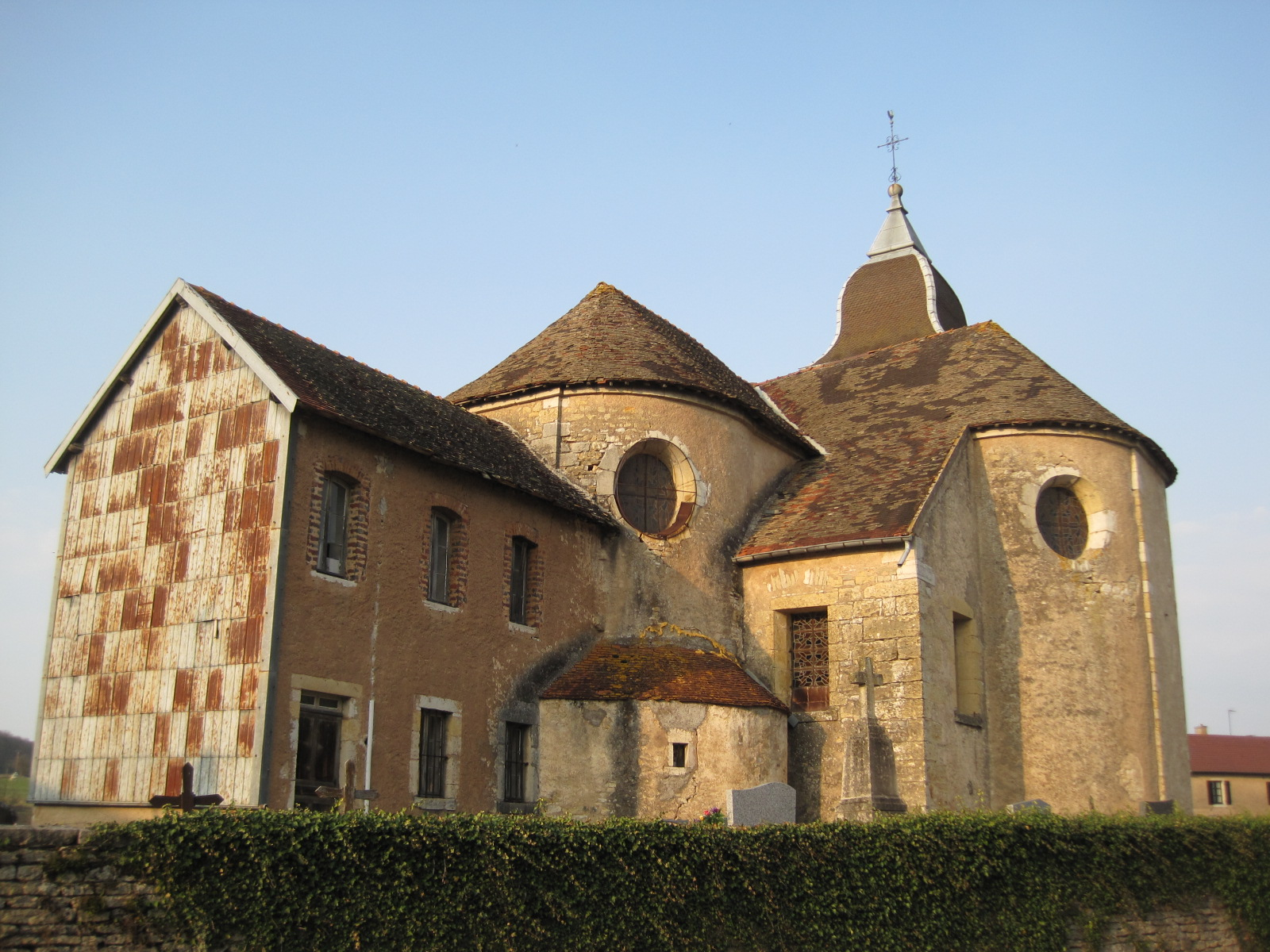
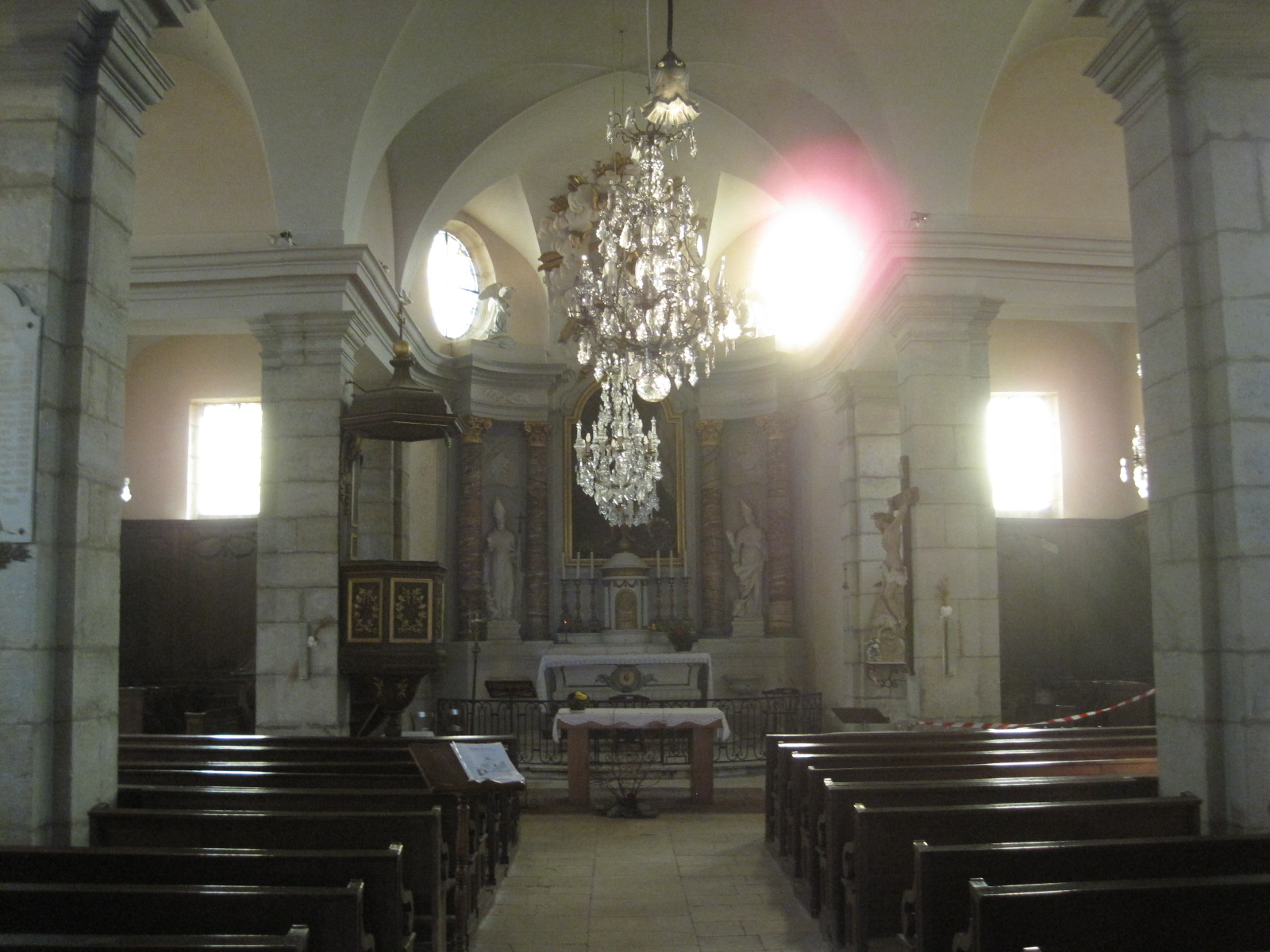
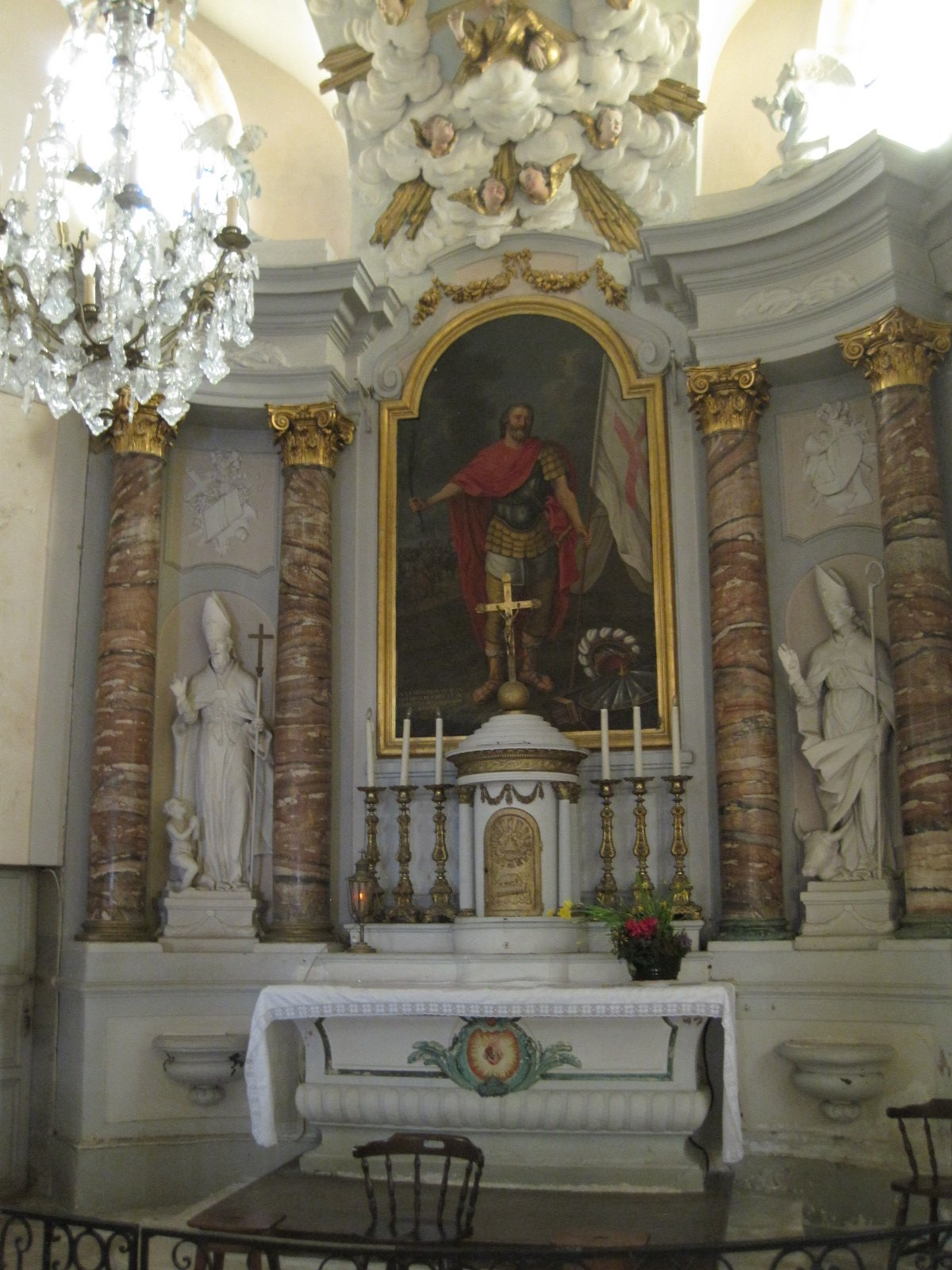
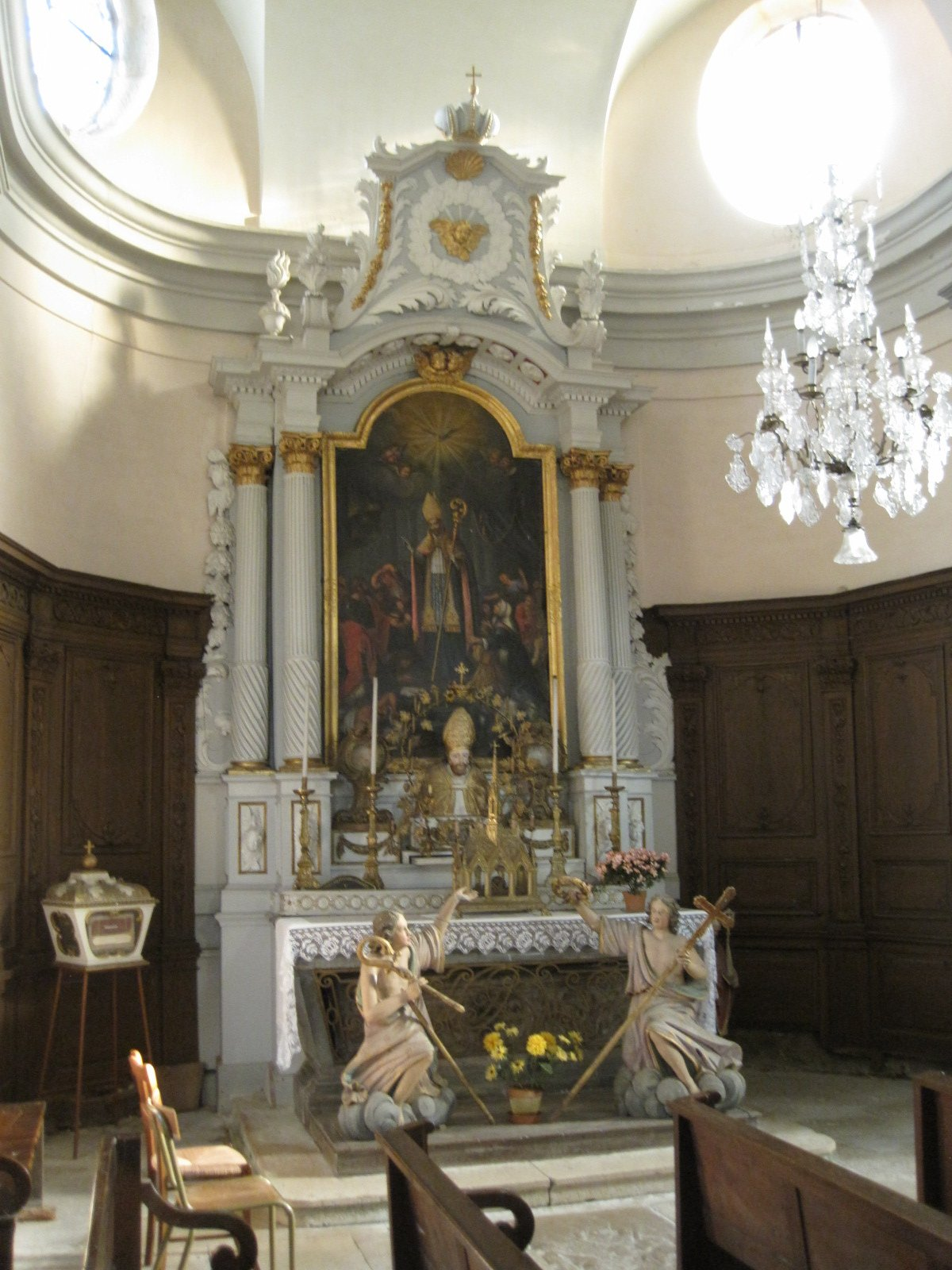

En 1949 elle est restaurée des dégâts d'un bombardement de la seconde Guerre mondiale et le clocher est restauré en 1962. Une dernière restauration a lieu en 1964. Les vitraux détruits en 1944, furent remplacés par les Monuments Historiques en 1956.
Son architecture en croix grecque lui donne de remarquables propriétés d'acoustique.
Cette église est la propriété de 3 communes voisines qui sont : 
- - Cirey et Vandelans en Haute-Saône (70190)
- - Valleroy dans le Doubs (25870)

Sa gestion est donc assurée par un syndicat intercommunal appelé tout simplement syndicat CVV (Cirey, Vandelans, Valleroy). Son président actuel est Alexandre CASTILLON, habitant Cirey.
Le toit du bâtiment a tendance à s'affaisser depuis quelques années. Un projet de restauration est en cours. Une association appelée A.S.R.E.C. (Association de Soutien pour la Rénovation de l'Eglise de Cirey) a été créée en juillet 2014. Elle est présidée par Marie-Edith ISABEY, habitante de Cirey.
L'A.S.R.E.C. se donne pour objet de collecter des fonds pour aider le syndicat CVV dans cette démarche de restauration.